# Łabiszyn
Łabiszyn [waˈbʲiʂɨn] (deutsch Labischin, 1940–1945: Lüderitz, älter auch Lebaschuh) ist eine Stadt im Powiat Żniński der polnischen Woiwodschaft Kujawien-Pommern. Sie ist Sitz der gleichnamigen Stadt-und-Land-Gemeinde mit etwa 10.000 Einwohnern.

## Geographische Lage
Die Stadt liegt an der Netze (Noteć) etwa zwanzig Kilometer südlich der Stadt Bydgoszcz (Bromberg).

## Geschichte

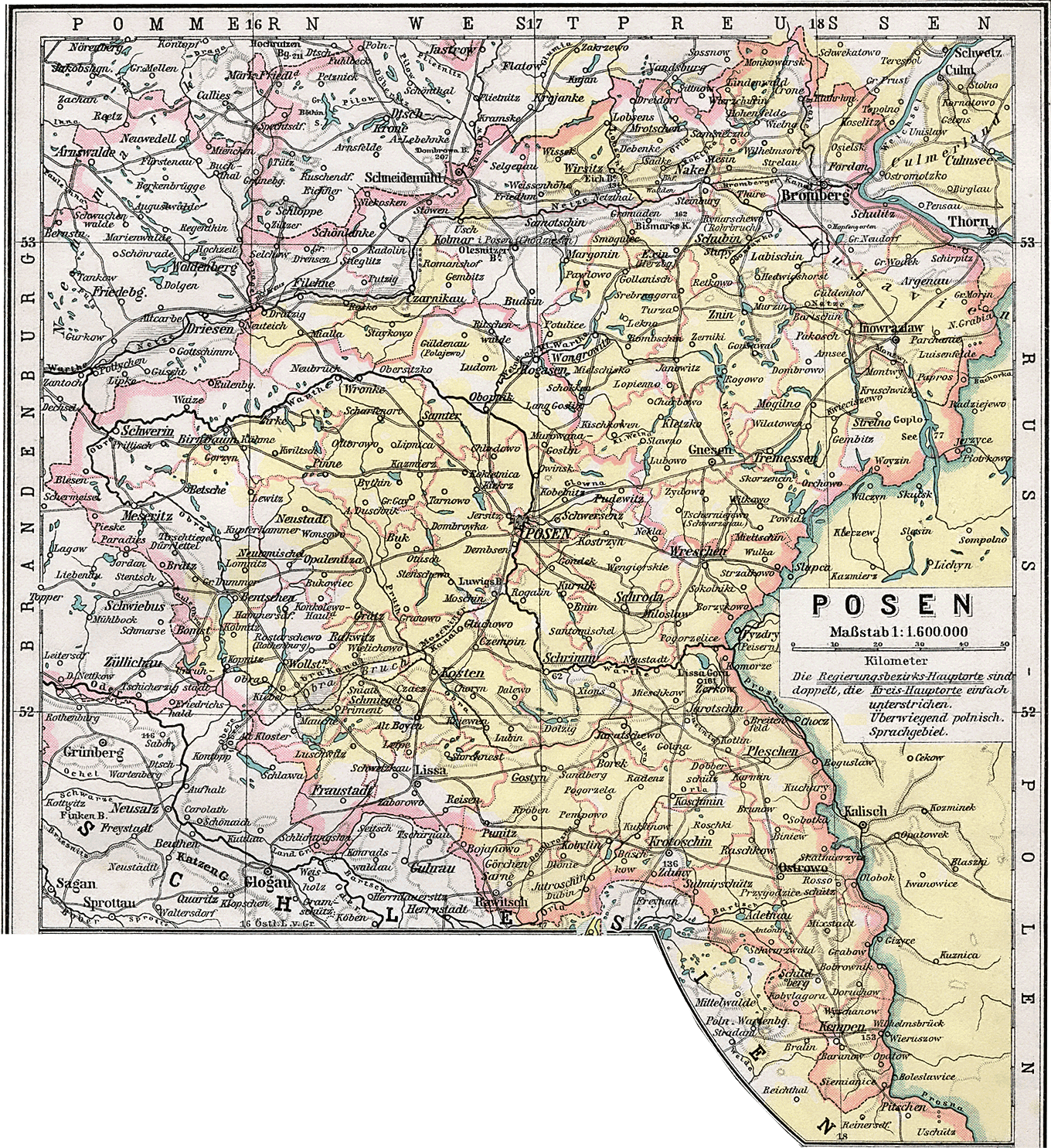
Labischin an der Netze, südlich der Stadt Bromberg, auf einer Landkarte der Provinz Posen von 1905 (gelb markierte Flächen kennzeichnen Gebiete mit seinerzeit mehrheitlich polnischsprachiger Bevölkerung)

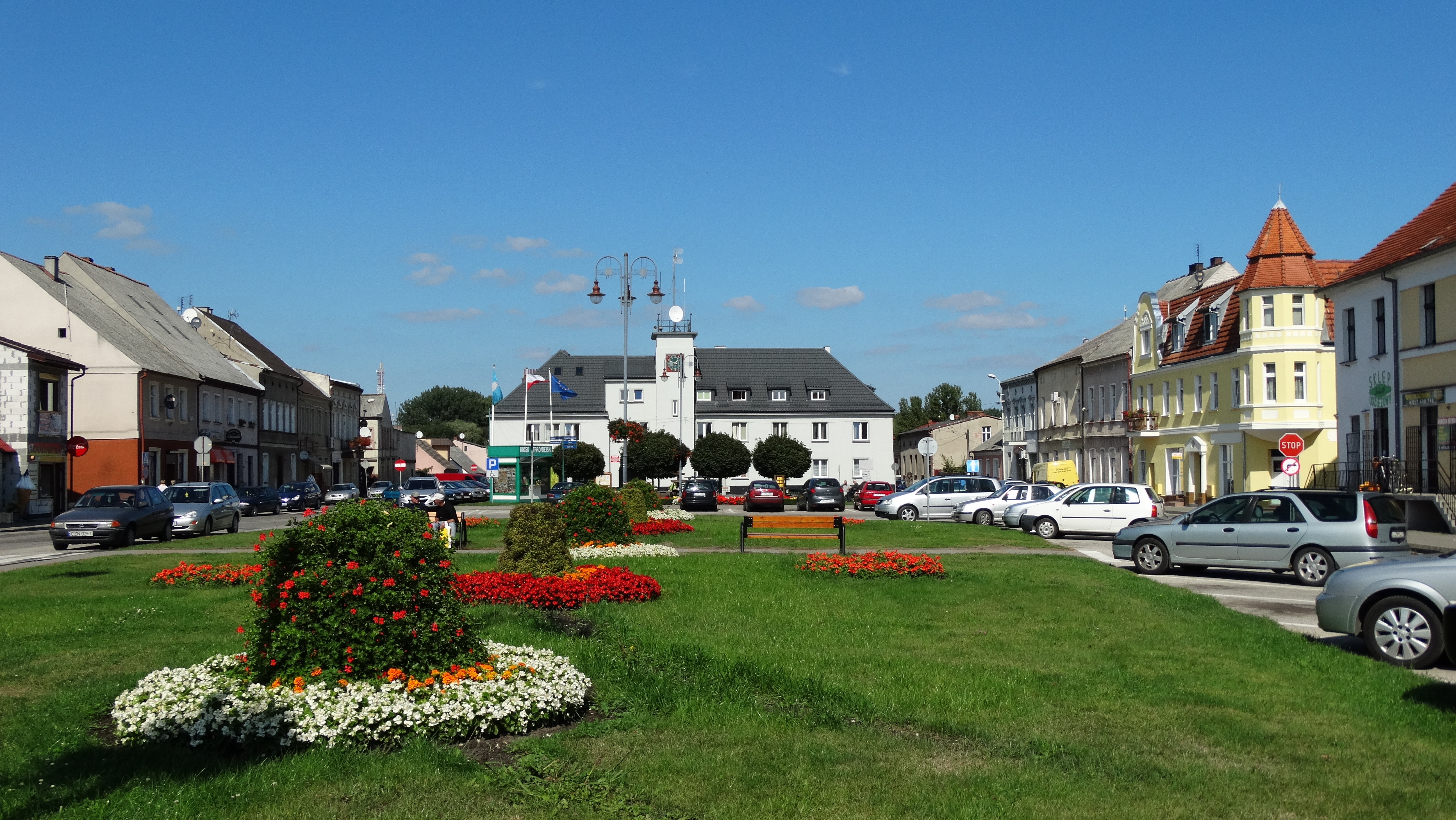
Rathausvorplatz in Labischin

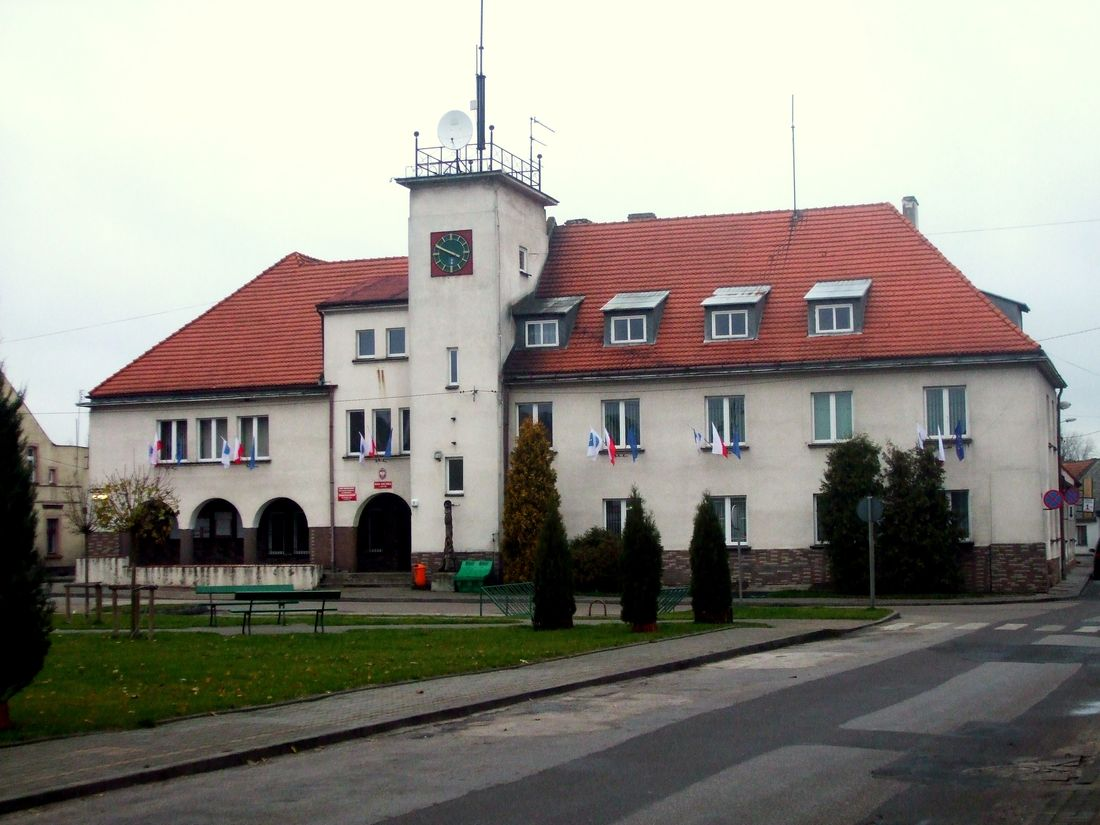
Rathaus von Łabiszyn

Die erste urkundliche Erwähnung des heutigen Łabiszyn stammt aus dem Jahr 1247 als ein im Besitz eines Ritters befindliches Gut. Im Jahr 1362 wird die Ortschaft als Labissino und  Lambissiono  erwähnt. Die Ortschaft liegt auf einer Insel, die die Netze hier bildet. Stadtrecht erhielt sie im Jahr 1369.  In der Stadt galt Magdeburger Recht. Im Jahr 1458 hatte die Stadt dem Heer vier Krieger zu stellen. Im 18. Jahrhundert hatte die Stadt eine katholische Pfarrkirche und eine Synagoge. Die evangelischen Einwohner erhielten am Ende des 18. Jahrhunderts ebenfalls eine Kirche.
In der ehemaligen preußischen Provinz Posen lag die damalige Stadt Labischin bis 1919 im Regierungsbezirk Bromberg, Kreis Schubin.
Nach Ende des Ersten Weltkriegs musste die Stadt 1919 aufgrund der Bestimmungen des Versailler Vertrags und wegen der Einrichtung des Polnischen Korridors an die Zweite Polnische Republik abgetreten werden. Sie gehörte dann der Woiwodschaft Posen an.
Im September 1939 wurde der Ort von der deutschen Wehrmacht besetzt und anschließend völkerrechtswidrig dem Deutschen Reich einverleibt. Gegen Ende des Zweiten Weltkriegs wurde die Stadt 1945 von der Roten Armee besetzt.

## Einwohnerentwicklung
- 1783: 0712, davon 211 Juden (der Rest je zur Hälfte protestantische Deutsche und Polen)[4]
- 1788: 0864[2]
- 1816: 1390, darunter 633 Evangelische, 400 Juden, 354 Katholiken und drei Reformierte[2]
- 1837: 2312[2]
- 1861: 2265[2]
- 1875: 2370[5]
- 1880: 2642[5]
- 1890: 2328, darunter 911 Evangelische, 1000 Katholiken und 417 Juden (900 Polen)[5]

## Gemeinde
Zur Stadt-und-Land-Gemeinde (gmina miejsko-wiejska) Łabiszyn gehören die Stadt und 15 Dörfer mit Schulzenämtern.

## Persönlichkeiten
- Isidor Rosenthal (1836–1915), deutscher Physiologe und Hochschullehrer
- Hans Rösener (1856–1935), deutscher Architekt und preußischer Baubeamter